# 江陵冰上運動場
江陵冰上運動場（韓語：강릉 아이스 아레나）是為了2018年冬季奧林匹克運動會所興建的冰上運動場。2018年冬奧短道競速滑冰和花式滑冰比賽都將於此舉行。場館可容納12000人。江陵冰上運動場包含兩個滑冰場（60公尺×30公尺），分別進行比賽和訓練。運動場為地下兩層地上四層的建築。體育場採用環保的冰冷卻系統，奧運後將成為當地民眾娛樂場所。體育館的造價為8500萬美金。場館已於2016年12月14日落成。